# Istituto statale di istruzione specializzata per sordi Antonio Magarotto
L'Istituto statale di istruzione specializzata per sordi è una scuola specialistica che trae origine da quella fondata da Tommaso Silvestri; la sede è a Roma in vicolo Casal Lumbroso 129, e le scuole elementari e medie inferiori sono in via Nomentana 56.
I livelli elementare e media sono ospitati all'interno dello stabile di pertinenza dell'Istituto statale per sordi di Roma.

## Storia dello stabile

### Fondazione
L'istituto nacque in seguito al proposito di istituire una scuola per istruire i sordomuti manifestata dal religioso Tommaso Silvestri che allo scopo di apprendere le tecniche necessarie passò un periodo di tempo a Parigi presso Charles-Michel de l'Épée il celebre Abate francese  che nel 1760 aprì una scuola per sordomuti divenuta poi l'Institut national des jeunes sourds di Parigi.
Tornato in Italia, raccolse 8 alunni con i quali diede inizio ad una scuola presso l'abitazione privata del suo finanziatore avvocato Di Pietro. Il successo dell'iniziativa vide in seguito anche finanziamenti da parte dello Stato Pontificio.

### Situazione storica
Caduto lo Stato pontificio, la scuola fu posta alle dipendenze del Ministero della pubblica istruzione, divenendo Regio Istituto dei sordomuti con sedi anche a Milano e a Palermo.
Nel 1889 venne costruito un nuovo edificio con una capienza di circa 300 alunni.
Dopo l'emanazione della legge 517/77 sull'integrazione scolastica, in seguito a una convenzione, il Reparto di Neuropsicologia del linguaggio e sordità dell'Istituto di Psicologia del Consiglio Nazionale delle Ricerche si trasferì presso l'Istituto che iniziò l'iter per la trasformazione in Ente Nazionale di supporto all'integrazione dei sordi.
Nel 1º settembre 2000 le scuole sono state giuridicamente distaccate dall'Istituto ospitante e aggregate all'I.S.I.S.S. Istituto Statale di Istruzione Specializzata per Sordi.